# Kế hoạch Annan

Quốc kỳ đề xuất của Cộng hòa Síp Thống nhất.

Kế hoạch Annan (tiếng Anh: Annan Plan), còn được gọi là Kế hoạch thống nhất Síp, là một đề xuất của Liên Hợp Quốc nhằm giải quyết tranh chấp lãnh thổ ở đảo Síp. Các phần khác nhau của kế hoạch dựa trên lập luận của mỗi bên (người Síp gốc Thổ Nhĩ Kỳ và người Síp gốc Hy Lạp) trong các cuộc họp được tổ chức dưới sự bảo trợ của Liên Hợp Quốc. Đề xuất là tái cấu trúc Cộng hòa Síp để trở thành "Cộng hòa Síp thống nhất" (United Republic of Cyprus), là một nước liên bang gồm hai quốc gia. Nó đã được sửa đổi nhiều lần trước khi đưa ra trưng cầu dân ý năm 2004 cho người dân Síp, và được 65% người Síp gốc Thổ Nhĩ Kỳ ủng hộ, nhưng chỉ có 24% người Síp gốc Hy Lạp ủng hộ.

## Đề xuất
Kế hoạch Annan (được đặt theo tên của Tổng Thư ký Liên Hợp Quốc Kofi Annan) đã trải qua năm lần sửa đổi trước khi có được bản thảo cuối cùng. Bản sửa đổi lần thứ năm đề xuất thành lập Cộng hòa Síp Thống nhất, bao gồm toàn bộ đảo Síp ngoại trừ Khu vực căn cứ có chủ quyền của Liên hiệp Anh. Quốc gia mới này sẽ là một liên bang gồm hai quốc gia cấu thành - Nhà nước Síp Hy Lạp và Nhà nước Síp Thổ Nhĩ Kỳ, lãnh đạo bởi một bộ máy chính phủ liên bang.
Nhà nước liên bang này, được cho là có phần dựa trên mô hình liên bang Thụy Sĩ, sẽ kết hợp các yếu tố sau:
- Một Hội đồng Tổng thống, bao gồm sáu thành viên có quyền biểu quyết, được phân bổ theo dân số (theo cấp độ hiện tại, bốn người Síp gốc Hy Lạp và hai người Síp gốc Thổ Nhĩ Kỳ), được lựa chọn và bỏ phiếu bởi quốc hội. Thêm ba thành viên không bỏ phiếu sẽ được chỉ định theo tỉ lệ 2:1.
- Chủ tịch và Phó chủ tịch, do Hội đồng Tổng thống chọn trong số các thành viên của nó, một người từ mỗi cộng đồng, để luân phiên thực hiện các trách nhiệm của họ 20 tháng một lần trong nhiệm kỳ 5 năm của hội đồng.
- Cơ quan lập pháp lưỡng viện:
  - Viện nguyên lão (thượng viện), với 48 thành viên, được chia 24:24 giữa hai cộng đồng.
  - Hạ nghị viện (hạ viện), với 48 thành viên, được chia theo tỷ lệ dân số của hai cộng đồng (không ít hơn 12 người đối với cộng đồng nhỏ hơn).
- Một Tòa án Tối cao bao gồm các thẩm phán người Síp gốc Hy Lạp và người Síp gốc Thổ Nhĩ Kỳ với số lượng bằng nhau, cộng với ba thẩm phán người nước ngoài; được bổ nhiệm bởi Hội đồng Tổng thống.

Kế hoạch này bao gồm hiến pháp liên bang, hiến pháp cho từng bang cấu thành, một chuỗi luật hiến pháp và liên bang, và đề xuất về quốc kỳ Cộng hòa Síp Thống nhất và quốc ca. Nó cũng quy định một Ủy ban Hòa giải để đưa hai cộng đồng xích lại gần nhau hơn và giải quyết các tranh chấp còn tồn tại trong quá khứ.
Kế hoạch cũng sẽ thiết lập một quyền quay trở lại có hạn chế giữa các lãnh thổ của hai cộng đồng, và nó sẽ cho phép cả Hy Lạp và Thổ Nhĩ Kỳ duy trì sự hiện diện quân sự lâu dài trên đảo, mặc dù có sự cắt giảm lớn, theo từng giai đoạn về quân số.

## Ý kiến của các đảng chính trị chính
| Lựa chọn | Cộng hòa Síp                   | Bắc Síp                        |
| -------- | ------------------------------ | ------------------------------ |
| Đồng ý   | Đảng Tập hợp Dân chủ           | Đảng Cộng hòa Thổ Nhĩ Kỳ       |
| Đồng ý   | Đảng Dân chủ Thống nhất        | Phong trào Hòa bình và Dân chủ |
| Phản đối | Đảng Dân chủ                   | Đảng Thống nhất Quốc gia       |
| Phản đối | Phong trào Dân chủ Xã hội      | Đảng Dân chủ                   |
| Phản đối | Đảng Tiến bộ Nhân dân lao động |                                |

## Trưng cầu dân ý
Cuộc trưng cầu dân ý được tổ chức đồng thời riêng rẽ tại Síp vào ngày 24 tháng 4 năm 2004 với kết quả là đa số người Síp gốc Hy Lạp bỏ phiếu bác bỏ Kế hoạch của Liên Hợp Quốc (75,38% phản đốii), trong khi thiểu số người Síp gốc Thổ Nhĩ Kỳ bỏ phiếu ủng hộ cho Kế hoạch (64,91% ủng hộ). Tỷ lệ cử tri đi bầu cao: 89,18% đối với người Síp gốc Hy Lạp và 87% đối với người Síp gốc Thổ Nhĩ Kỳ.
Các nhà lãnh đạo chính trị của cả hai bên (Tassos Papadopoulos và Rauf Denktaş) đã vận động bỏ phiếu 'không', nhưng Talat đã vận động bỏ phiếu 'có', và được Thổ Nhĩ Kỳ ủng hộ mạnh mẽ.
Trong các cuộc thăm dò ý kiến, 76% người Síp gốc Hy Lạp đã bỏ phiếu 'không' với lý do chính về 'mối quan ngại về an ninh'. Thổ Nhĩ Kỳ không chỉ một lần nữa được trao quyền can thiệp quân sự đơn phương, mà còn được phép giữ một số lượng lớn binh lính ở Síp sau khi dàn xếp, trong khi Lực lượng Vệ binh Quốc gia sẽ bị giải thể.
Một nghiên cứu học thuật về phản ứng của cử tri đối với Kế hoạch Annan cho rằng kế hoạch này chắc chắn sẽ bị từ chối trong các cuộc thăm dò, bởi vì nó được phát triển thông qua một "quy trình ngoại giao bí mật được thiết kế khá tệ", không quan tâm đến quan điểm của công chúng Síp. Nghiên cứu khuyến nghị rằng những nỗ lực trong tương lai nên kết hợp tham vấn với công chúng vào quá trình đàm phán.